# Panico (Lil Jolie)
Panico è un singolo della cantautrice italiana Lil Jolie, in collaborazione con il rapper italiano Ketama126, pubblicato il 20 settembre 2020 come primo estratto dal primo EP Bambina.

## Descrizione
Il brano, scritto da entrambi gli artisti, è prodotto dallo stesso Ketama126 con Michele Lamonica, in arte CloseListen, e Jeremy Buxton.

## Video musicale
Il video musicale, diretto da A thing by, è stato pubblicato in concomitanza all'uscita del brano attraverso il canale YouTube della cantautrice.

## Tracce
Testi di Angela Ciancio e Piero Baldini, musiche di Michele Lamonica, Piero Baldini e Simone Borrelli.
1. Panico (feat. Ketama126) – 2:35

## Formazione
- Lil Jolie – voce
- Ketama126 – voce, produzione, missaggio
- Andrea Suriani – masterizzazione
- Michele "CloseListen" Lamonica – produzione, missaggio
- Jeremy Buxton – produzione